# Totana
Totana és una ciutat i municipi de la Regió de Múrcia, capital històrica de la comarca del Baix Guadalentí. Té una extensió de 287,7 km² i una població de 26.582 habitants. Té la condició de cap de partit judicial. Limita al nord amb Mula, a l'est amb Alhama de Múrcia, al sud amb Mazarrón i Llorca i a l'oest amb Aledo.
És un centre tradicional de la indústria terrissera murciana, que avui ha donat pas a tota una àmplia gamma d'indústries i serveis.
Turísticament, pertany a la mancomunitat de municipis de Sierra Espuña.
L'11 de maig del 2011 va patir l'anomenat terratrèmol de Llorca, de 5,1 graus de magnitud.
Dins del municipi hi ha el Jaciment de Cabezo de la Bastida.

## Demografia
| 1900   | 1910   | 1920   | 1930   | 1940   | 1950   | 1960   | 1970   | 1981   | 1991   | 2001   | 2006   |
| ------ | ------ | ------ | ------ | ------ | ------ | ------ | ------ | ------ | ------ | ------ | ------ |
| 13.703 | 13.591 | 14.072 | 13.608 | 15.264 | 14.763 | 14.281 | 16.107 | 18.394 | 20.288 | 23.756 | 28.360 |

## Administració
| Legislatura | Nom                        | Grup           |  |
| ----------- | -------------------------- | -------------- |  |
| 1979-1983   | Antonio Pérez Férez        | PSOE           |  |
| 1983-1987   | Antonio Pérez Férez        | PSOE           |  |
| 1987-1991   | Pedro Sánchez Hernández    | PSOE           |  |
| 1991-1995   | Pedro Sánchez Hernández    | PSOE           |  |
| 1995-1999   | Juan Morales Cánovas       | Partit Popular |  |
| 1999-2003   | Alfonso Martínez Baños     | PSOE           |  |
| 2003-2007   | Juan Morales Cánovas       | Partit Popular |  |
| 2007        | José Martínez Andreo       | Partit Popular |  |
| 2007-2008   | Juan Carrión (en funcions) | Partit Popular |  |
| 2008        | José Martínez Andreo       | PP             |  |